# Luke Paul Matlatarea
Luke Paul Matlatarea MSC (ur. 15 grudnia 1938 w Malmal, zm. 28 marca 1998) – papuaski duchowny rzymskokatolicki, misjonarz Najświętszego Serca Jezusowego, biskup Bereiny.

## Biografia
Luke Paul Matlatarea urodził się 15 grudnia 1938 w Malmal na Terytorium Papui. 10 stycznia 1971 otrzymał święcenia prezbiteriatu i został kapłanem misjonarzy Najświętszego Serca Jezusowego.
21 czerwca 1988 papież Jan Paweł II mianował go biskupem Bereiny. 21 września 1988 przyjął sakrę biskupią z rąk arcybiskupa Rabaulu Alberta-Leo Bundervoeta MSC. Współkonsekratorami byli arcybiskup Port Moresby Peter Kurongku oraz arcybiskup Madangu Benedict To Varpin.
Zmarł 28 marca 1998.